# Культиасов, Михаил Васильевич
Михаил Васильевич Культиасов (1891—1968) — советский ботаник, специалист по растениям Средней Азии.

## Биография
Родился 2 ноября 1891 года в Красном хуторе Городищенского уезда Пензенской губернии. Учился в Харьковском университете, окончил его в 1916 году. Принимал участие в ряде почвенных экспедиций в бассейнах рек Сырдарьи и Амударьи Отдела земельных улучшений Министерства земледелия, с 1920 года жил в Ташкенте.
В 1923 году участвовал в экспедиции в Кызылкум, в 1925 году — в Сырдарьинскую и Ферганскую области, в 1927 году — на Западный Тянь-Шань и Таласский Алатау, неоднократно ездил в Каратау.
Активно работал в Институте почвоведения и геоботаники при САГУ, преподавал в звании доцента на физико-математическом и инженерно-мелиоративном факультетах университета. Некоторое время работал директором ботанического сада университета.
С 1930 года М. В. Культиасов работал во Всесоюзном институте каучука и гуттаперчи, руководил Атабаевской опытной станцией по тау-сагызу.
В 1938 году защитил диссертацию доктора биологических наук под названием «Тау-сагыз и экологические основы его введения в культуру». С 1938 года заведовал отделом флоры Главного ботанического сада АН СССР. Заведовал кафедрой ботаники и дарвинизма Московского областного педагогического института.
Похоронен на Донском кладбище.

## Некоторые публикации
Автор более 130 работ.
- Культиасов, М. В. Виды рода Cousinia, собранные Е. Г. Черняковской в Персии в 1924 и 1925 гг. // Труды ботанического сада САГУ. — 1929. — Вып. 3. — С. 1—8.
- Культиасов, М. В. Материалы к познанию туркестанских видов рда Cousinia // Труды САГУ, сер. VIII-в. — 1929. — Вып. 6. — С. 1—28.
- Культиасов, М. В. Эколого-географический метод в систематике растений // Советская ботаника. — 1937. — Вып. 1. — С. 30—54.
- Культиасов, М. В. Последовательное распределение и изменение форм растений в природе // Труды Лаборатории эволюционной экологии растений АН СССР. — 1940. — Вып. 1. — С. 67—92.
- Культиасов, М. В. Шиповники Копет-дага // Труды Туркменского филиала АН СССР. — 1944. — Вып. 5. — С. 123—140.

## Некоторые виды растений, названные в честь М. В. Культиасова
- Centaurea kultiassovii Iljin, 1937
- Jurinea kultiassovii Iljin, 1960
- Schrenkia kultiassovii Korovin, 1924 — Bifora kultiassovii (Korovin) M.Hiroe, 1979
- Selinum kultiassovii Korovin, 1950 — Sphaenolobium kultiassovii (Korovin) Pimenov, 1975
- Tragopogon kultiassovii Popov, 1938